# Mitsubishi Grandis (2025)
Der Mitsubishi Grandis ist ein Sport Utility Vehicle des japanischen Automobilherstellers Mitsubishi. Er basiert als Badge-Engineering-Modell auf dem Renault Symbioz.

## Geschichte
Der Grandis wurde nach dem Express, dem ASX und dem Colt als weiteres Mitsubishi-Modell auf Basis eines Renault im Juli 2025 vorgestellt. Der Marktstart ist für das Jahresende 2025 geplant. Technisch basiert er auf dem Symbioz, wurde aber optisch an die Mitsubishi-Modelle angeglichen. Er fällt im Gegensatz zum zwischen 2003 und 2011 gebauten Grandis nicht unter die Kategorie eines Vans, sondern wird als SUV angeboten.

## Technik
Wie der Symbioz nutzt der Grandis die CMF-B-Plattform von Renault-Nissan, die 2019 mit dem Renault Clio V eingeführt wurde. Der Radstand ist identisch mit dem von Renault Captur II bzw. Mitsubishi ASX. Die Rücksitzbank lässt sich wie bei den anderen drei Modellen um 16 Zentimeter verschieben. So ergibt sich ein Kofferraumvolumen von 492 bis 624 Liter. Werden die Rücksitze umgeklappt, ist der Kofferraum 1582 Liter groß.
Die Motorisierungen übernimmt der Grandis ebenfalls vom Symbioz. Der Voll-Hybrid erreicht eine Systemleistung von 114 kW (155 PS). Als Energiespeicher dient ein Lithium-Ionen-Akkumulator mit einem Energieinhalt von 1,4 kWh. Bis zu einer Geschwindigkeit von 70 km/h soll ein rein elektrischer Betrieb möglich sein. Die Kraft wird über ein sogenanntes Multi-Mode-Getriebe übertragen. Die zweite Variante ist ein Mild-Hybrid mit 103 kW (140 PS). Anders als im Renault Symbioz gibt es diesen mit manuellem Sechsgang-Schaltgetriebe oder Doppelkupplungsgetriebe.
|                                                   | Mild-Hybrid             | Voll-Hybrid                        |
| Bauzeitraum                                       | ab 2025                 | ab 2025                            |
| Motorkenndaten                                    |                         |                                    |
| Motortyp                                          | R4-Ottomotor            | R4-Ottomotor + Elektromotor        |
| Hubraum                                           | 1333 cm³                | 1789 cm³                           |
| Motoraufladung                                    | Turbolader              | —                                  |
| max. Leistung Verbrennungsmotor bei min−1         | 103 kW (140 PS) / 4500  | 80 kW (109 PS) / 5600              |
| max. Leistung Elektromotor                        | —                       | 36 kW (49 PS)                      |
| max. Systemleistung                               | —                       | 114 kW (155 PS)                    |
| max. Systemdrehmoment                             | 250 Nm                  | 265 Nm                             |
| Kraftübertragung                                  |                         |                                    |
| Antrieb                                           | Vorderradantrieb        | Vorderradantrieb                   |
| Getriebe, serienmäßig                             | 6-Gang-Schaltgetriebe   | Multi-Mode-Automatikgetriebe       |
| Getriebe, optional                                | Doppelkupplungsgetriebe | —                                  |
| Messwerte                                         |                         |                                    |
| Leergewicht                                       |                         |                                    |
| Höchstgeschwindigkeit                             |                         |                                    |
| Beschleunigung, 0–100 km/h                        |                         |                                    |
| Tankinhalt                                        | 48 l                    | 48 l                               |
| Batterie                                          | —                       | Lithium-Ionen-Akkumulator: 1,4 kWh |
| Kraftstoffverbrauch auf 100 km (WLTP, kombiniert) |                         |                                    |
| CO2-Emissionen (WLTP, kombiniert)                 |                         |                                    |
| Abgasnorm nach EU-Klassifikation                  | Euro 6e                 | Euro 6e                            |